# Vàng Danh
Vàng Danh là một phường thuộc tỉnh Quảng Ninh, Việt Nam.
Phường Vàng Danh có diện tích 93,77 km², dân số năm 2024 là 36.864 người, mật độ dân số đạt 393 người/km². Trải dài từ Quốc lộ 18 đến cánh cung Đông Triều.